# Radoslav Nesterović
Radoslav "Rašo" Nesterović (cirílico sérvio: Радослав "Рашо" Нестеровић, esloveno: Radoslav "Rašo" Nesterovič; nascido em 30 de maio de 1976), geralmente referido em inglês como Radoslav "Rasho" Nesterovic, é um esloveno ex-jogador de basquete profissional aposentado. 
Na NBA, ele jogou no Minnesota Timberwolves, San Antonio Spurs, Indiana Pacers e Toronto Raptors. Nesterović se aposentou em 2011.

## Início da vida e carreira na Europa
Nesterović nasceu em Ljubljana, Eslovénia filho de Čedo, um empregado sérvio bósnio da Slovenian Railways e de Branka, uma parteira do Centro Médico da Universidade de Ljubljana.
Ele começou a jogar basquete nas categorias de base do KD Slovan. Mais tarde, ele jogou nas categorias de base do KK Partizan e fez sua estréia profissional na temporada de 1992-93.

### PAOK
Durante as guerras iugoslavas, Nesterović mudou-se para o PAOK da Liga Grega. Enquanto jogava lá, ele obteve uma segunda cidadania (grega) para evitar as restrições da UE. Para obter a cidadania grega, ele teve que administrativamente mudar seu nome aos olhos da lei grega. Enquanto na Grécia e outros países da UE, ele competiu como um jogador sob o nome de Radoslav "Rasho" Makris.

### Olimpija Ljubljana
Antes da temporada de 1995-96, Nesterović regressou à sua cidade natal para jogar pelo Union Olimpija. Competindo na liga eslovena, suas médias foram de 30 minutos, 17 pontos e 14 rebotes por jogo. 
O verão de 1996 trouxe outro feito significativo para Nesterović; enquanto jogava pela Seleção Eslovena sub-20, ele foi eleito o MVP do EuroBasket Sub-20 de 1996. 
Na temporada seguinte, ele fez parte da lendária equipe do Olimpija que chegou ao Final Four da Euroliga de 1997 em Roma. Naquela temporada, ele jogou uma média de 17.0 minutos com 8.0 pontos e 4.3 rebotes por jogo na Euroliga.

### Virtus Bologna
A exposição no maior palco europeu levou a Nesterović a uma grande mudança para a Liga Italiana, indo para o Virtus Bologna no verão de 1997. 
Na primeira temporada com seu novo clube, ele teve médias de 8 pontos e 6 rebotes por jogo na Liga Italiana. Na Euroliga, ele teve médias de 6,5 pontos e 6,0 rebotes por jogo. Ele ajudou o Virtus a ganhar o título da Euroliga, jogando ao lado de jogadores lendários como Sašha Danilović, Zoran Savić e Antoine Rigaudeau. Na final da Euroliga, Nesterović marcou 6 pontos e pegou 9 rebotes.

### Olympiacos
Depois de muitas temporadas na NBA, Nesterović regressou à Europa na temporada 2010-11 quando assinou um contrato de dois anos com o Olympiacos da Liga Grega. Ele foi dispensando pelo Olympiacos em julho de 2011.

## Carreira na NBA

### Minnesota Timberwolves
Nesterović foi selecionado pelo Minnesota Timberwolves na primeira rodada do Draft de 1998 (17º escolha geral). Ele se juntou aos Timberwolves pouco antes do final da temporada de 1998-99.
Nesterović ficou em Minnesota por quatro temporadas completas, sua melhor temporada foi a de 2002-03, quando ele teve médias de 11,2 pontos e 6,6 rebotes por jogo, ganhando um contrato de seis anos com o San Antonio Spurs em 2004. Embora os Timberwolves estivessem oferecendo a ele um contrato de US $ 12 milhões a mais, Nesterović optou pela mudança para o Texas por uma chance no título da NBA.

### San Antonio Spurs
Em sua primeira temporada com o San Antonio, Nesterović teve médias de 8,7 pontos e 7,7 rebotes por jogo. Em sua segunda temporada com os Spurs, 2004-05, ele sofreu uma lesão no tornozelo e foi limitado a 70 jogos. No entanto, ele permaneceu como o Pivô titular na maioria da temporada, e, junto com seu colega da Seleção Eslovena, Beno Udrih, ele ganhou o título da NBA com o Spurs naquele ano.

### Toronto Raptors

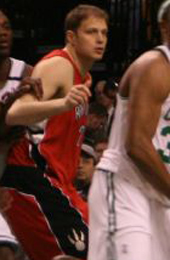
Nesterović no Toronto Raptors

Em 21 de junho de 2006, Nesterović foi negociado para o Toronto Raptors em troca de Matt Bonner, Eric Williams e uma escolha de segunda rodada no Draft de 2009. Em sua primeira temporada com os Raptors, ele obteve médias de 6,2 pontos, 4,5 rebotes e 1,0 bloqueios por jogo.
Enquanto jogava nos Raptors, ele foi apelidado de Nestea pelos fãs.

### Indiana Pacers
Em 9 de julho de 2008, Nesterović foi negociado para o Indiana Pacers, junto com T.J. Ford, Maceo Baston e Roy Hibbert, em troca de Jermaine O'Neal e Nathan Jawai.

### Retorno para os Raptors
Em 30 de julho de 2009, Nesterović voltou oficialmente para os Raptors com um contrato de US $ 1,9 milhão por uma temporada.

## Carreira na seleção
Nesterović era o capitão da Seleção Eslovena até a sua aposentadoria da seleção em 2008. Ele ajudou sua seleção a terminar em sexto lugar no EuroBasket de 2005, em Belgrado, tendo uma média de 21,7 minutos, 6 pontos e 6,2 rebotes por jogo.

## Pós-carreira
Desde 2014, Rašo Nesterović ocupa o cargo de Secretário-Geral da Federação de Basquetebol da Eslovénia. Em 2015, ele foi eleito membro da comissão de jogadores da FIBA.

## Vida pessoal
Nesterović tem uma irmã e quatro filhos. Ele também é o padrinho de Luka Dončić, jogador do Dallas Mavericks. Ele fala sérvio, esloveno, italiano, grego e inglês.

## Estatísticas

### Temporada regular
| Ano      | Time        | PJ  | MPJ  | AP   | 3P   | LL    | RT  | AS  | BR | TO  | PPJ  |
| -------- | ----------- | --- | ---- | ---- | ---- | ----- | --- | --- | -- | --- | ---- |
| 1998–99  | Minnesota   | 2   | 15.0 | .250 | .000 | 1.000 | 4.0 | .5  | .0 | .0  | 4.0  |
| 1999–00  | Minnesota   | 82  | 21.0 | .476 | .000 | .573  | 4.6 | 1.1 | .3 | 1.0 | 5.7  |
| 2000–01  | Minnesota   | 73  | 16.9 | .461 | .000 | .523  | 3.9 | .6  | .3 | .9  | 4.5  |
| 2001–02  | Minnesota   | 82  | 27.0 | .493 | .000 | .549  | 6.5 | .9  | .5 | 1.3 | 8.4  |
| 2002–03  | Minnesota   | 77  | 30.4 | .525 | .000 | .642  | 6.5 | 1.5 | .5 | 1.5 | 11.2 |
| 2003–04  | San Antonio | 82  | 28.7 | .469 | .000 | .474  | 7.7 | 1.4 | .6 | 2.0 | 8.7  |
| 2004–05† | San Antonio | 70  | 25.5 | .460 | .000 | .467  | 6.6 | 1.0 | .4 | 1.7 | 5.9  |
| 2005–06  | San Antonio | 80  | 18.9 | .515 | .000 | .600  | 3.9 | .4  | .3 | 1.1 | 4.5  |
| 2006–07  | Toronto     | 80  | 21.0 | .546 | .000 | .680  | 4.5 | .9  | .5 | 1.1 | 6.2  |
| 2007–08  | Toronto     | 71  | 20.9 | .550 | .333 | .755  | 4.8 | 1.2 | .3 | .7  | 7.8  |
| 2008–09  | Indiana     | 70  | 17.3 | .513 | .000 | .781  | 3.4 | 1.6 | .4 | .5  | 6.8  |
| 2009–10  | Toronto     | 42  | 9.8  | .544 | .000 | .200  | 2.1 | .6  | .2 | .4  | 3.9  |
| Carreira | Carreira    | 811 | 22.2 | .502 | .077 | .585  | 5.1 | 1.0 | .4 | 1.2 | 6.8  |

### Playoffs
| Ano      | Time        | PJ | MPJ  | AP   | 3P    | LL    | RT  | AS  | BR | TO  | PPJ  |
| -------- | ----------- | -- | ---- | ---- | ----- | ----- | --- | --- | -- | --- | ---- |
| 1999     | Minnesota   | 3  | 9.7  | .500 | .000  | .000  | 2.3 | 1.0 | .0 | .0  | 2.7  |
| 2000     | Minnesota   | 4  | 31.5 | .440 | .000  | .500  | 3.3 | 1.5 | .8 | 1.8 | 6.3  |
| 2001     | Minnesota   | 4  | 12.3 | .385 | .000  | .000  | 3.0 | .8  | .3 | .8  | 2.5  |
| 2002     | Minnesota   | 3  | 30.7 | .484 | .000  | .444  | 6.7 | 1.0 | .3 | .0  | 11.3 |
| 2003     | Minnesota   | 6  | 28.2 | .500 | .000  | .667  | 5.0 | .7  | .2 | .7  | 7.0  |
| 2004     | San Antonio | 10 | 26.1 | .433 | .000  | .167  | 5.5 | 1.0 | .3 | 1.1 | 5.9  |
| 2005†    | San Antonio | 15 | 7.6  | .417 | .000  | .000  | 1.7 | .1  | .1 | .3  | .7   |
| 2006     | San Antonio | 9  | 12.7 | .579 | 1.000 | 1.000 | 3.3 | .1  | .2 | .6  | 2.8  |
| 2007     | Toronto     | 5  | 14.2 | .467 | .000  | 1.000 | 4.6 | .6  | .0 | .4  | 3.4  |
| 2008     | Toronto     | 5  | 15.4 | .500 | .000  | .500  | 2.6 | .6  | .2 | .4  | 4.6  |
| Carreira | Carreira    | 64 | 17.2 | .468 | .500  | .500  | 3.6 | .6  | .2 | .6  | 4.0  |